# Place Albert-1er
La place Albert-1er à Montpellier est une place du centre de la ville.

## Situation et accès
La place est desservie par la ligne 1 mais aussi par la ligne 4 dont elle a constitué le terminus jusqu'au 1er juillet 2016, date de l'inauguration du dernier tronçon de la ligne 4 lui permettant de circuler intégralement autour du Centre-ville.
Depuis mars 2020, la piste-cyclable derrière l'arrêt de tram « place Albert-1er - Saint-Charles », le long du quai des tanneurs, accueille le 1er totem de comptage cycliste de la métropole de Montpellier. Il s'agit d'un totem de type Eco-Compteur.

## Origine du nom
Elle rend hommage au Roi des Belges pour sa participation à la Première Guerre mondiale.

## Historique
À l'origine, la place est nommée place de l'Hôpital-Général en 1682 par rapport à l'hôpital général construit à proximité à la demande de Louis XIV en juin 1662. Les travaux commencèrent en 1680.
Elle prend son nom actuel le 12 mars 1934.
Le plus grave accident connu sur l'ensemble de l'ancien réseau de tramway a lieu le 16 décembre 1943 : une rame de la ligne 5 ne parvient pas à ralentir dans la descente du boulevard Henri-IV. Elle quitte les rails et se fracasse sur la place. Il y a sept morts et 23 blessés. Sont mis en cause l'entretien des rails, de la voiture et de ses sablières automatiques.